# 塔巴國際機場
塔巴國際機場（阿拉伯语：‎）是一座位於埃及塔巴的一座機場，其主要民航業務為來往西歐地區的國際航線。

## 航空公司與目的地
| 航空公司         | 目的地     |
| ---------------- | ---------- |
| 荷兰途易飞航空   | 阿姆斯特丹 |
| 比利时途易飞航空 | 布魯塞爾   |